# Egnasia scotopasta
Egnasia scotopasta är en fjärilsart som beskrevs av George Francis Hampson 1926. Egnasia scotopasta ingår i släktet Egnasia och familjen nattflyn. Inga underarter finns listade i Catalogue of Life.